# Hostel (filme)
Hostel (prt: Hostel; bra: O Albergue) é um filme de terror estadunidense de 2005 dirigido por Eli Roth e coproduzido por Quentin Tarantino.
Teve duas sequências: Hostel: Part II, que foi lançado em 8 de junho de 2007, e Hostel: Part III, que foi lançado em 27 de dezembro de 2011.

## Sinopse
Dois estudantes universitários americanos, Paxton (Jay Hernandez) e Josh (Derek Richardson), fazem uma viagem de mochila às costas pela Europa, acompanhados pelo islandês Oli. Pelo caminho cruzam-se com um outro rapaz chamado Alex, que lhes sugere que visitem especialmente um sítio que descreve como o paraíso para turistas americanos: uma estalagem situada numa pequena cidade eslovaca, fora dos circuitos turísticos, e supostamente cheia de mulheres fantásticas.
À chegada, os dois amigos depressa se perdem de amores pelas exóticas Natalina e Svetlana. Mas quando tudo parece demasiado fácil, rapidamente se veem envolvidos em situações cada vez mais sinistras e perigosas.

## Elenco
- Jay Hernandez- Paxton
- Derek Richardson- Josh
- Eythor Gudjonson- Óli
- Barbara Nedeljakova- Natalya
- Jan Vlasák- O empresário alemão
- Jana Kaberabkova- Svetlana
- Jennifer Lim- Kana
- Keiko Seiko Yuki
- Lubomir Bukovy- Alex
- Jana Havlickova- Vala